# Варфоломей (Стэнеску)
Епи́скоп Варфоломе́й (рум. Episcopul Vartolomeu, в миру Вартоломей Стэнеску, рум. Vartolomei Stănescu; 25 августа 1875 — 2 ноября 1954) — епископ Румынской православной церкви, епископ Рымникский и Ново-Северинский.
Епископ Варфоломей был сторонником концепции, получившей название «социальное христианство». Позже патриарх Юстиниан, служивший в 1920—1930-х годах приходским священником под началом епископа Варфоломея, перенял у него идеи и создал «социальное апостольство», в котором он твёрдо верил в социальную миссию Церкви, своего рода христианство, соответствующее новой реальности. Заняв Рымникскую епархию, начал активную деятельность по повышению культуры и нравственного уровня народа. Хотя епископ Варфоломей был заметной личностью не только в религиозной, но и в политической жизни межвоенной Румынии, его противоречивая политическая деятельность стала главной причиной его принудительного удаления на покой в ноябре 1938 году и упразднения в 1939 году Рымникской епархии. Причинами этого были названы неповиновение государству и поддержка «Железной гвардии». После выхода на покой жил в монастыре Бистрица до самой смерти в 1954 году.

## Биография

### Ранние годы
Родился 25 августа 1875 года в селе Чуперчени, коммуне Голодында в округе Телеорман, и был четвёртым ребёнком в семье Стана и Флори Стэнеску. В возрасте 5 лет смерть отца оставляет четверых детей на попечении матери.
Начальное образование получил в трёх телеорманских населённых пунктах: Флэмында, Драча и Траян. В 1888 году он поступил на Центральную семинарию в Бухаресте, где он отмечен за умственные способности, а также как хороший оратор. Его настойчивость, труд и исключительные качества были вознаграждены вниманием директора и учителей различными наградами в виде книг.

### Высшее образование и священническое служение
В 1898 году он поступил на богословский факультет в Бухаресте с самым высоким средним баллом и был отмечен стипендией от богословского интерната (Internatului Teologic din București). Он также выделяется здесь как выдающийся студент, которого особенно привлекали философия и историю румынского народа. На студенческом конгрессе в Тулче в 1898 году он выступил с широкой речью, привлекая внимание лидеров студенческих обществ. Его приглашают стать членом одного из двух студенческих комитетов, возглавляемых, во-первых, Пионом, студентом юридического факультета, а другим — врачом Думитреску-Брэилой. Он вошёл в комитет во главе с Пионом и был избран казначеем. На богословском факультете избирался председателем общества студентов-богословов.
8 ноября 1899 года по случаю поминовения Михая Храброго, приглашён профессором Григорием Точилеску прочитать лекцию в Румынском атенеуме. На третьем курсе он также обращает на себя внимание директора богословского интерната Пимена (Джорджеску), который возложил на него руководство секретариатом этого учреждения. После окончания учебного года он был назначен секретарём в Школе просвещения румынского народа директором Петре Гырбовичану, которому он занимал своё место в то время, когда был администратором в церковном доме. Администратор школьного дома Михаил Попеску назначает его сотрудником этого учреждения, а спустя 6 месяцев он продвигает его в должности архивариуса.
В 1901 году он сотрудничает как автор стихов в газете «Apostolul». В том же году он заканчивает своё богословское образование в Бухаресте, защитив диплом бакалавра на тему «Подлинность священных книг Нового Завета», 255-страничное произведение, разделённое на три части. Работа получила оценку magna cum laude от членов комиссии, которые решением председателя комиссии доктора Йоана Корною поставили её на уровень докторской диссертации.
Летом того же года он был пострижен в монашество. 5 июня 1905 года епископом Плоештским Нифоном с одобрения примаса-митрополита Иосифа Георгияна был рукоположён в сан иеродиакона. После этого служил в качестве диакона в Кафедральном соборе в Бухареста (1905), затем в Румынской православной часовне в Париже (1905—1909), Параллельно изучая социологию и юриспруденцию в Сорбонне. Одним из его учителей по социологии был профессор Эмиль Дюркгейм. Параллельно он посещал занятия на факультетах католического и протестантского богословия, в частности, занимался новозаветной экзегезой.
Благодаря контакту с Францией Варфоломей соприкоснулся с «социальным католицизмом», официальной доктриной Католической церкви в конце XIX века и начале XX века. Римско-католическая церковь была вынуждена высказаться по поводу эволюции экономических и социальных состояний того времени из-за феномена индустриализации. Социальный католицизм осуждал либерализм, поскольку он давал возможность создавать всё более выраженную разницу между богатыми и бедными, первыми считая себя вне государственной опеки, а вторые вынуждены всё больше и больше прибегать к ним для удовлетворения своих потребностей. Под влиянием этих идей Варфоломей (Стэнеску) и сам становится сторонником «социального христианства», которым впоследствии вдохновился и будущий патриарх Румынский Юстиниан, со своим «социальным апостолатом». Вернувшись в страну, Варфоломей (Стэнеску) высказывает мысль о том, что православная церковь должна взять на себя социальную деятельность государства.
В 1909 году епископ Нижнедунайский Нифон пригласил его занять пост архимандрита-викария в Нижнедунайской епархии. В декабре 1909 года был рукоположён в сан иеромонаха с возведением в сан архимандрита занимают этот пост до апреля 1910 года, когда он возвращается в Париж, где он получает лиценциат в области юриспруденции, защитив докторскую диссертацию под названием «La Portée sociale du pricipe d’Autorité».

### Епископ Бакэуский
Он возвращается в Румынию в конце 1911 года, когда уходит в Монастырь Секу в жудеце Нямц на 3 месяца. 12 марта 1912 года Священный Синод избрал его епископом с титулом «Бэкэуский», а 8 апреля того же года в митрополитском соборе в Яссах состоялась его епископская хиротония, которую совершили: митрополит Молдавский и Сучавский Пимен (Джорджеску), епископ Нижнедунайский Нифон (Никулеску) и епископ Романский Феодосий (Атанасиу).
24 мая 1912 года назначен редактором журнала «Румынская Православная Церковь». Эгумен избирается поселениями Святой Спиридон в Яссах, где он отличается ораторской деятельностью и богатой социальной деятельностью, проявляемой посещением больных и людей с различными немощами. Высший Церковный консисторий 12 октября 1912 года назначает его генеральным инспектором семинарий в стране, а затем избирается и членом Постоянного совета Министерства образования.
В ноябре 1913 года он назначен администратором «Церковного дома» по рекомендации Священного Синода и утверждён в этой должности королевским указом. Как администратор церковного дома, исходя из концепции, что государство и Церковь являются не только двумя политико-правовыми учреждениями, которые можно делать по желанию, но и двумя социальными функциями, которые должны иметь свои соответствующие органы; в учреждении должна быть единство и свобода действий, действительно конструктивная программа работы, как в бюрократической организации, так и в поддержке духовной и материальной жизни в священстве.
24 октября 1913 года он был делегирован организовать Православной Церкви в Южной Добрудже, которая отошла к Румынии по результатам войны с Болгарией. В течение четырёх месяцев он посещал все местные церкви, кроме той, что была в Тутракане. В период пребывания он организовал «Общество для сирот и вдов» для местного болгарского населения, которое сам и возглавил.
После смерти профессора доктора Йоана Корною кафедра Нового Завета богословского факультета в Бухаресте оставалась вакантной. Королевским указом от 20 декабря 1913 года он был назначен ординарным профессором на кафедре экзегезы Нового Завета. В первый год он преподавал методологию и энциклопедию богословских наук, греческий язык и введение в Новый Завет, а во второй год он преподавал экзегезу Нового Завета и герменевтику. У него была способность анализировать и углублять обсуждаемые проблемы, а также синтезировать, заставляя идеи ассоциироваться и конкретизироваться в ясных выводах. Он был учёным, который знал, как использовать философию нынешнего века, чтобы навязать вечную ценность христианских истин. Его курсы посещали ведущие интеллектуалы того времени, Константин Рэдулеску-Мотру, который приезжал послушать его несколько раз.
Бухарестский университет столкнулся как с материальными проблемами, учитывая наличие Балканской войны, так и с мировыми, а также с идеологическими проблемами. Студенческая молодёжь была воспламенена националистическими идеями, поэтому воинственные проявления появлялись ежедневно в «Карпатах» на Университетской площади и других местах, а студенческая пресса изобиловала революционными призывами. Стихотворение «К оружию» Шт. О. Иосифа был известен всем, и не было возможности, чтобы его не воспевали. Студенты-богословы столкнулась в этот период, с одной стороны, с преувеличенной склонностью подвергать рационалистической оценке все теологические проблемы, без подготовки и без руководства, считая доктринальные решения Церкви недостаточными, а с другой стороны Синодальный конфликт с политическим участием, заканчивающийся свержением примаса-митрополита с престола, и отстранением профессора кафедры Богословского факультета в Бухаресте. Епископ Вартоломей (Стэнеску) был среди немногих, кто мог бы исправить эту ситуацию, будучи не только учёным, но и представителем синода в сане архиерея.
Во время Первой мировой войны социальная позиция не позволяла ему проявляться с великих трибун, но, благодаря нескольким патриотическим строфам и газетным статьям, он вступил в ряды учёных, которые поддерживали вступление в войну с Францией. Он вынужден уйти в Молдову, где проживает несколько недель у священника в Бырладе, откуда он уехал в Яссы, чтобы участвовать в общественной деятельности. Каждый день он посещал больницы.
Он просит военного министра Винтилэ Братяну отправить на фронт, чтобы поговорить с солдатами и поддержать их. Не получив ответа, он обращается к министру образования Иону Г. Дука, чтобы дать ему задание быть полезным для страны. Ему сказали, что ему дадут группу разведчиков, которые были в Бессарабии, для религиозного и национального образования и обучения. Охлаждение отношений с Россией привело к снятию этих мер.
Будучи викарием-епископом римского епископа, он просил комиссию у епископа римского Феодосия. Не получив никаких указаний, начиная с 16 ноября 1917 года, он поступил преподавателем румынской религии и языка в нормальную школу им. Василия Лупу в Богзештах, деревне, расположенной в 16 км от ?. В Богзешти он жил один в небольшом уединённом доме, ведя свою жизнь в молитве, заработав симпатии местных жителей. Не имея иерархических облачений, по воскресеньям и в праздничные дни он пел на скамье, а затем произвёл на публику впечатление своими речами.
В январе 1919 года, после увольнения епископа Аржешского Феофила (Михэйлеску), который был утверждён на кафедре правительством Маргиломана, епископ Варфоломей был назначен местоблюстителем данной епархии. Начинается активная пастырская деятельность, принимаются жёсткие меры по организации приходских центров. Он фиксирует церковные темы, которые будут рассматриваться в приходских центрах, и даёт объяснения о пастырской работе в приходах.

### Во главе Рымникской епархии

#### Епархиальная деятельность
Пробыл местоблюстителем Аржешской епархии до 1 апреля 1920 года, когда был назначен местоблюстителем Рымникской епархии. 17/30 марта 1921 года решением Парламента страны и Священного Синода он был избран епископом Римникским и Ново-Северинским. 24 апреля состоялась его интронизация. Данная епархия в то время включала в себя всю Олтению
На этой кафедре, начиная с 1913 года сменилось восемь иерархов; из-за этого духовная и материальная ситуация в епархии была в серьёзном кризисе. Духовенство, особенно в деревнях, сталкивалось с серьёзными лишениями и нищетой. В начале 1921 года заработная плата священников, которая полагалась им как государственным служащим, не выплачивалась в течение пяти месяцев. Епископ Варфоломей тогда задался вопросом: «Неужели кто-нибудь верит, что дело Церкви и нашего духовенства окончательно закончилось в год спасения 1922 года?». Епископ Варфоломей стал просить в Сенате, членом которого он был, об улучшении материального состояния духовенства.
Тем не менее, епископ Варфоломей не мог не заметить многочисленные церковные отклонения: неумелое управление епархиальной собственностью, рукоприкладство, оскорбления, непослушание властям, пьянство, распутство, конкубинат. Желая добиться культурного и морального подъёма народа, он 20 октября 1921 года он основал «Священническое общество „Возрождение“» (Societatea Preoţească Renaşterea), куда вошли почти 900 священников, служивших в Олтении. Епископ Варфоломей стремился к тому, чтобы организация объединила бы инициативу и свободу действий с епископской властью, контролем и стимулом. Для данного объединения он поставил следующие цели:
- Совершенствование священства на богословском и социальном уровне посредством тесного контакта с книгой и коллективного использования хорошо зарекомендовавших себя методов и индивидуальных инициатив.
- Единый и общий план социальных действий духовенства.
- Культуризация, евангелизация и морализация деревень и городов посредством дел и достижений.
- Воспитание чувства солидарности между священниками, с одной стороны, и между священниками и народом, с другой.
- Создание дохода отдельного священника и священства в целом для поддержки страдающих, для поощрения достойных, для облегчения социальной работы, которую он должен выполнять, и, в конечном итоге, для поддержки себя, когда наступит время против него.
- Отстаивание престижа Церкви и священства, коллективно или индивидуально

Это отправная точка самого выдающегося священнического произведения в жизни Румынской православной церкви после 1918 года. У общества также был ежемесячный журнал религиозной культуры под названием «Renaşterea» (Возрождение). В 1925 году его инициатива была повторена в Архиепископии Унгро-Влахии, где подобная реформа была осуществлена почти в тез же формах.
Епископ Варфоломей незамедлительно взял на себя инициативу обширной работы по возрождению епархии путём создания «морализаторских советов», епархиальных центров, культурных центров и миссионерских должностей. Каждый приход должен был иметь библиотеку для верующих, церковный хор, столовую для бедных, должен был организовать конференции или заседания. Священникам приходилось совершенствоваться в так называемых приходских кружках («cercuri parohiale»).
Средства на социальную деятельность церкви поступали в основном из собственных ресурсов. Поэтому епископ ввёл серию сборов за помилование наказаний или за хиротонии, что его обвинили в 1928 году в газете «Curentul» в «воровстве, симонии и тирании», полагая, что соответствующие налоги были получены с помощью угроз. Проведённые проверки не выявили никаких нарушений. Для культуры и веры церкви нужны были материальные средства, а государство не могло их предоставить. В 1928 году сам епископ сделал пожертвование в размере 800 000 леев для культурного фонда епархии.
Благодаря полученным средствам епископ Варфоломей купил типографию, которая была размещена в Монастыре Коция и проработала с 1927 по 1934 год. Для подготовки священников он основал в Рымнику Вылча духовную семинарию святого Николая. Он также основал школу певчих, которая размещалась сначала в Коции, затем в Крайове и, наконец, Рымнике.

#### Общецерковные дела и экуменическая деятельность
Помимо епархиальных дел епископ Варфоломей участвовал о решении общецерковных вопросов. В Синоде он участвовал в решении всех важных вопросов в жизни Румынской православной церкви, которые обсуждались во время его деятельности. Среди прочего, особую роль он сыграл в работах по церковному объединению в Румынском королевстве, к которое вошли Трансильвания, Буковина и Бессарабия. В 1921 году он составил документальное исследование о вступлении румынской православной церкви в экуменическое движение, а в 1924 году разработал основной отчёт об исправлении календаря, то есть о переходе на новоюлианский календарь. Именно Епископ Варфоломей 4 февраля 1925 года на заседании Священного Синода прочитал «официальный акт о создании Румынского Патриархата», референтом которого был. Также епископ Варфоломей был одним из зачинателей экуменической деятельность Румынской православной церкви. В 1925 году он был делегирован от Румынской православной церкви на Экуменической конференции в Стокгольме, посвящённой практическому христианству. Он также участвовал в других христианских Всемирных конференциях, а в 1936 году принимал участие в Рымнику-Вылче в административном центре своей епархии, конференция Балканского отделения Всемирного альянса по побратимству народов через Церковь.

#### События в Маглавите и реакция на них
В 1935 году 17-летний Петраке Лупу (1907—1994), пастух из деревни Маглавит, которая относилась к Рымникской епархии, объявил, что три раза (31 мая, 7 июня и 14 июня) общался с Богом, который поручил ему миссию передать призыв к покаянию людям. Известие о видении Петраке Лупу быстро распространилось по всей стране. Через несколько недель в деревню хлынули десятки тысяч паломников. Данное явление произвело подлинное явление народного мистицизма, растянувшееся на пять-шесть лет. Газета «Universul» осудила в своих статьях, написанных Николае Чокырдией, снисходительность властей к «самому дерзкому и пренебрежительному оскорблению религии» мистика Петраке Лупу из Маглавита, прося епископа Рымнику Вартоломеу запретить манифестацию. 3 августа 1935 года Варфоломей телеграфно поддерживает феномен Маглавита, признавая его сверхъестественный характер: «Немедленно перенеситесь в Маглавит. Принять меры, чтобы собрать суммы, пожертвованные верующими. Подсчитайте собранное. Внести деньги в Национальный банк». До праздника Успения (15 августа) собираются 250 000 леев. Епископ Варфоломей приехал в Маглавит в сентябре 1935 года, чтобы поклониться новой святыне православия, и вместе с местными священниками взял под свой контроль коммерческое измерение того, что обещало стать румынским Лурдом. Позже «легионеры» построили в Маглавите «Зелёный дом». Епископ Варфоломей действовал и вёл себя как региональный политический покровитель, который подавлял любую оппозицию внутри духовенства и использовал деревенских священников и церковные учреждения для легионерской пропаганды. Он был способен направить социальные волнения и мессианские ожидания, которые нашли своё выражение в событиях в Маглавите, к достижению своих собственных политических целей.

#### Политическая деятельность
Епископ Варфоломей был самым горячим сторонником Патриарха Мирона (Кристя) в его попытке навязать принцип автономии Церкви по отношению к государству. Как отмечала межвоенная газета Vâlcea: «Политические интервенции с ним не имеют прохода. Печальное зрелище церкви, которая нарушает свои собственные интересы, чтобы служить интересам политики, прекратилось». Так же поступят и другие иерархи, такие как митрополит Бессарабский Гурий (Гросу), или митрополит Трансильванский Николай (Бэлан). В конце концов такая линия привела к обвинениям в неповиновении государству, но как отмечал Сорин Оане: «Политика патриарха Мирона (Кристя) была на самом деле и реакцией Церкви на климат коррупции и безнравственности времён межвоенной Румынии».
Епископ Вартоломей быстро понял, что межвоенное капиталистическое общество основывалось на двух источниках власти: на банках, представляющих экономическую мощь и на партиях, представляющих политическую власть. И епископ бросил вызов обоим. В частности, епископ Варфоломей вступил в конфликт с «государством» в результате своего жеста вывести деньги прихода из банков, под патронатом либеральных и крестьянских партий, и внести их в особые «народные банки» (băncilor populare), которые создавались из средств духовенства в рамках кооперативной системы. 10 июня 1929 года епископ Варфоломей основал Народный Банк «Помощь» (Banca Populară «Ajutorul») в Рымнику-Вылче. Благодаря средствам 120 священников, уставный капитал банка составил 1,2 млн леев. Это был первый кооперативный банк страны, председателем банка был назначен священник Ион Марина, будущий Патриарх Юстиниан, сыгравший большую роль в распространении системы «народных банков». Такие банки позволили обеспечить средства как для престарелых, так и для нуждающихся священников, а также для финансирования социальных столовых или других видов деятельности, однако факт создания банка «Помощь» вызвал недовольство среди местными бизнесменов, тем более, что в 1929—1930 годах экономический кризис был в полном разгаре, и уже существующим банкам нужны были деньги епархии, чтобы выжить.
В результате в 1934 году была начата атака против епископа Варфоломея, как в прессе, так и в парламенте, посредством запросов депутатов Олтении. Основными пунктами обвинения были ненадлежащее управление средствами епархии и продажа священства и продажа священнических должностей, то есть обвинение в том, что епископ мог быть уволен на покой. Однако многочисленные финансовые проверки не показали никаких нарушений закона, и обвинение в продаже постов священников оказалось столь же необоснованным.
Ответ епископа Варфоломея не заставил себя долго ждать. В конце 1935 года во время конференции духовенства Олтении он потребовал от священников выйти из политических партий, чтобы институт церкви больше не был приложением какой-либо политической партии. Была обновлена идея о том, что Церковь была национальным достоянием, которое не должно быть затронуто сменой правительств. Священники, которые отказывались делать то, что требовал епископ Варфоломей, теряли права, застрахованные Ассоциацией Возрождение, должны были быть удалены из священнических банков, из общежитий и священнических санаториев, рисковали потерять должность и зарплату и были обязаны в течение месяца отбывать «покаяние» в скиту Фрэсина, где режим жизни был особенно суровым. Вместо этого Варфоломей потребовал, чтобы священники имели законных представителей в верхней палате и сенате для защиты своих интересов. Епископ согласился с тем, что священники могут баллотируются на парламентские или иные должности, в округах или коммунах, но должны при этом действовать не как миряне, а только как священники с основной миссией защиты Церкви. Шок был велик для политического класса. Депутат Ион Плессиа просил на пленарном заседании Ассамблеи чтобы Варфоломея передали в медицинскую комиссию чтобы проверить, в своём ли он уме. Если он докажет, что да, то он должен был быть предан суду перед Священным Синодом и Высшим кассационным судом.
Политическим просчётом епископа Варфоломея было решение поддержать у себя в епархии движение «Легион Архангела Михаила», более известного как «Железная гвардия», возглавляемое Корнелиу Зеля Кодряну. Епископ Варфоломей решил развивать легионерскую деятельность, чтобы продвигать свои собственные политические амбиции. Именно его поддержка привела к быстрому подъёму «легионерского движения» в Вылче, хотя ранее этот регион был мало охвачен легионерским движением. Раду Гир, региональный лидер легионеров и очень влиятельный идеолог, даже мечтал о том, чтобы епископ Варфоломей стал будущим Патриархом легионерской Румынии. Епископ Варфоломей активно поощрял сельских священников к распространению легионерских идей и был глубоко вовлечён в наступление легионерской пропаганды 1936 года. Вылча стала скорее уделом двух людей: епископа Варфоломея (Стэнеску) и Раду Деметреску-Гира, ведущего легионерского поэта, чья жена была родом из жудеца Вылча. Похороны Иона Моца и Василие Марина показали, насколько укоренился «Легион» в румынском общественном мнении. 13 февраля 1937 года в Бухаресте епископ Варфоломей участвовал похороны легионеров, воевавших в Испании на стороне франкистов. Эта религиозная служба, организованная в церкви легионеров, Святого Илие Горгани с участием более 200 священников, в которых вместе с епископом Вартоломеу также участвовал митрополит Трансильванский Николай (Бэлан), считается самым ясным свидетельством сотрудничества между православным духовенством и легионерами. Впрочем, Румынская православная церковь впоследствии просила правительство чётко разграничить себя и легионеров. Постепенно, однако, по мере проявления легионаризма во всё более жестоких формах, люди православной церкви отзывали свою прежнюю поддержку «Железной гвардии». Для Церкви было ещё одно разочарование.
Своей бурной и противоречивой политической деятельностью епископ Варфоломей нажил себе много врагов. 31 декабря 1936 года на епископский дворец была совершена атака со взрывом динамитом, повредившая, впрочем, только двери у праздничного входа во дворец. Жертв не было.

### На покое
В конце концов, политический кризис в Вылче, вызванный действиями епископа Варфоломея, будет разрешён принудительной отставкой епископа Варфоломея по инициативе короля Кароля II, когда 1 ноября 1938 года епископ Варфоломей был обязан взять двухлетний отпуск до достижения установленного законом пенсионного возраста.
Кароль II хотел быть единственным «культурным воеводой» (voievodul culturii) и не делиться этим титулом с епископом из Рымнику-Вылчи. Его, конечно, беспокоило сочувствие, которое он проявил к «легионерам». С 1 ноября 1938 года по 1 ноября 1939 года епархией временно управлял епископ Крайовский Ириней (Михэлческу). Радость некоторых людей из Вылчи по поводу удаление на покой епископа Варфоломея длилась недолго. За этим последовало решение Кароля II упразднить епископию: 1 ноября 1939 года Рымникская и Ново-Северинская епископия была упразднена, и на её месте была основана Олтенская, Рымникская и Северинская митрополия с резиденцией в Крайове. В митрополию также вошли Арджеская епархия. Вместо Иринея (Михэлческу) приходит Нифон (Кривяну). Интронизация последнего состоялась 21 декабря 1939 года.
1 ноября 1940 года ему было официально предписано уйти в отставку с должности правящего епископа и пребывать на покое. Он жил в келье рядом с монастырём Бистрица, где скончался 2 ноября 1954 года. Он был похоронен 4 ноября 1954 года в рядом с личным домом.

## Публикации
- Autenticitatea cărților sfinte ale Noului Testament. Teză, București, 1905—225 p.
- Cuvântare rostită în sfânta Mitropolie a Moldovei și Sucevei la primirea cârjei arhierești din mâinile Înalt Prea Sfințitului Mitropolit Pimen, București, 1912.
- Cuvântările ținute cu ocazia al Cassei Bisericii în ziua de 4 Noemvrie, București, 1913.
- Scurte încercări de creștinism social, București, 1913. — 132 p..
- Raport general către Sfântul Sinod pivitor pe administrațiunea bisericească din Noul Teritoriu Dobrogean 1913—1914, București, 1914.
- Cum stăm cu progresul general la începutul anului 1928 sau Primejduirea omenirii, Mănăstirea Cozia-Vâlcea, 1928.
- În frunte cu baptismul, ereziile creștine nu sunt decât rătăciri și primejdii pentru sufletul omenesc, Mănăstirea Cozia, 1928.
- Cum își înțelege P. S. Arhiereu-vicar Nifon Craioveanul apostolatul său evanghelic, R. Vâlcii, 1931.
- Monarhia Română afirmându-și prin cei trei regi ai săi necesitatea firească și legitimarea istorică a ei, Râmnicu Vâlcii, 1931.
- Lămuriri asupra legii învățământului teologic, Râmnicul Vâlcii, 1932.
- Răspuns la referatul D-lor inspectori Moise Ienciu, Ioan Ionescu și Al. Niculescu, anchetatori la Episcopia Râmnicului Noului Severin, adresa D-lui Ministru al Instrucțiunei, Cultelor și Artelor, București, 1933.
- O scurtă expunere a celor patru boale psihice și sociale, de care suferă, din ce în ce mai profund și mai distructiv, atât civilizația, cât și progresul modern, Râmnicul-Vâlcii, 1933.
- Femeia ca factor social, Râmnicul-Vâlcii, 1934.
  - Femeia ca factor social, ed. a II-a, Râmnicu Vâlcea, 1936, 125 p.
- Produsuri sufletești și realități verificate, Râmnicul-Vâlcea, 1934. — 452 p.
- Două cuvântări rostite în Senat cu un apendice, Râmnicul-Vâlcea, 1935.
- O scurtă privire asupra unor stări de fapt de azi în legătură cu viitorul, Râmnicul-Vâlcii, 1935.
- Pastorală de Sfânta Înviere a Mântuitorului Iisus Hristos, Râmnicul-Vâlcii, 1935.
- Urmările avortului legalizat, Râmnicu-Vâlcea, 1935.
- Urmările sărăcirii clerului și bisericii, București, 1935.
- Cauzele care m’au împiedicat și mă împiedică să-i dau Dumnezeeștii Vedenii de la Buturugi-Dolj calitatea evangelică de instituție de binefaceri, sub forma unei sfinte mânăstiri sprijinită de preoții și de creștinile oltenii, Râmnicul-Vâlcii, 1936.
- Răspuns la învinuirile date și Sfântului Sinod și Onor Minister de Culte și Arte de cinci preoți și de câțiva domni deputați spre judecarea mea, Râmnicul-Vâlcii, 1936.
- Cei doi poli morali ai Eparhiei mele, Râmnicul-Vâlcii, 1937.
- Motivele pentru care clerul eparhial și parohial trebue să rămână numai al sfintei noastre biserici folosind Sfântul Altar și legile Țării, Râmnicul Vâlcii, 1937.
- Răspuns în chestiunea Maglavitului, [București], 1937.
- Cursuri misionare cu preoții eparhii, Râmnicul-Vâlcii, 1938—1939.
- O lămurire în legătură cu Eparhia locală, Râmnicul Vâlcii, 1938.
- Natura, origina și foloasele creștinismului dovedite dumnezeiști prin folosirea științelor laice, București, 1940.
- Manuscris de restituit pentru tipărire 19 August 1942 [Lămuriri în legătură cu inagurarea dispensarului din cuprinsul Sfintei Mânăstiri Bistrița-Vâlcea], Râmnicul-Vâlcea, 1942.